# Clube Ferroviário de Nacala
O Clube Ferroviário de Nacala, também conhecido por Clube Ferroviário de Nacala-a-Velha é uma agremiação de futebol moçambicana baseada na vila de Nacala-a-Velha, província de Nampula.

## Liga
Atualmente o clube disputa o Moçambola, a primeira divisão do Campeonato Moçambicano de Futebol, tendo terminado a temporada de 2018 em 13º lugar.